# Satysfakcjonizm
Satysfakcjonizm – postawa intelektualna wynikająca z niedojrzałości poznawczej, braku samodzielności i elastyczności myślenia, powszechna wśród części współczesnych użytkowników informacji. Charakterystyczna dla społeczeństwa informacyjnego. Polega na szybkim, często bezkrytycznym zadowoleniu się  wiedzą ogólną w sytuacji, gdy rozwiązanie problemu wymaga dotarcia do kilku źródeł i zanalizowania uzyskanych, często zróżnicowanych informacji. To również bezkrytyczne przyjmowanie informacji, których wiarygodność nie została potwierdzona w publikacjach powszechnie uznanych za naukowe.

## Powstanie
Satysfakcjonizm pojawił się wraz z potrzebą szybkiego dotarcia do informacji. Do jego rozwoju w znaczącym stopniu przyczyniła się rewolucja informacyjna, związana m.in. z rozwojem Internetu. Przekonanie, że jest on źródłem pełnej, wiarygodnej, a jednocześnie łatwo dostępnej informacji, spowodowało negatywnie skutki dla edukacji. Chęć szybkiego zdobycia całościowej wiedzy na określony temat doprowadziła do sytuacji, w której poszukujący informacji zaczęli wykorzystywać jedynie wiedzę cząstkową o wątpliwej jakości merytorycznej. Skupianie się na rzeczach najważniejszych i świadome odrzucanie treści drugorzędnych, nie mniej istotnych dla tematu, przyczyniło się do marginalizacji informacji wieloaspektowej. Ilość, która w tym przypadku przekładałaby się na jakość, została jako wartość naukowa pominięta.

## Efekty
Efektem satysfakcjonizmu jest zatem utrata wartości naukowo-poznawczej przekazu poprzez zredukowanie go do niezbędnego minimum. Pominięte zostają niuanse wynikające z konieczności wielostronnego analizowania problemu. Czas staje się czynnikiem decydującym, a potrzeby informacyjne zaspokojone zostają jedynie poprzez źródła podręczne, udostępniające tzw. wiedzę w pigułce oraz źródła niezweryfikowane pod względem wiarygodności gromadzonych i udostępnianych informacji. Za przejaw satysfakcjonizmu należy również uznać niechęć do samodzielnego pozyskiwania i weryfikowania informacji oraz zadowolenie się maksymalnie przejrzystą treścią na dużym poziomie ogólności, wyselekcjonowaną i przetworzoną przez anonimowego autora. Hierarchizacja danych wyławianych z tzw. szumu informacyjnego przestaje być wówczas świadomym działaniem odbiorcy informacji. Staje się przywilejem nadawcy dowolnie kształtującego swój przekaz i wpływającego na stan wiedzy potencjalnego odbiorcy. Kształtująca się zależność powoduje również to, że większe znaczenie ma dostępność do przekazu, niż merytoryczna i poznawcza (naukowo-informacyjna) wartość komunikatu. Wobec braku umiejętności samodzielnego pozyskiwania, oceniania, selekcjonowania i hierarchizowania informacji, zaciera się dla jej odbiorcy granica między prawdą a fałszem.